# Clair Patterson
Clair Cameron Patterson (Mitchellville (Iowa) 2 juni 1922 - The Sea Ranch (California), 5 december 1995) was een Amerikaans geochemicus. Hij studeerde af aan Grinnell College in Grinnell, Iowa. 
Begin jaren 1950 gebruikte Patterson uranium-looddatering om de ouderdom van de Canyon Diablo meteoriet (Barringerkrater) te bepalen. Hiervoor mat hij de hoeveelheid lood en uranium in de meteoriet. Hij ontwikkelde daarbij de lood-loodmethode om de resultaten nauwkeuriger te maken. Met zijn resultaten kon hij de ouderdom van de Aarde vaststellen. Hij kwam uit op 4,55 miljard jaar; een veel accuratere berekening dan de andere berekeningen uit die tijd. Deze berekening bleef de 50 jaar erna onveranderd.
Patterson kwam voor het eerst in aanraking met loodvervuiling eind jaren 40, toen hij nog een student was op de Universiteit van Chicago. Terwijl hij een nieuwe methode gebruikte om loodisotopen te meten en hiermee de ouderdom van de aarde te bepalen, ontdekte hij dat zijn rotsmonsters vervuild waren. Rond die tijd was de bron van deze vervuiling nog een mysterie.

## Bepaling van de leeftijd van de Aarde
Harrison Brown van de Universiteit van Chicago ontwikkelde later een relatief nieuwere methode voor het tellen van loodisotopen in stollingsgesteente, en zette Patterson op dit project in 1948. Gedurende deze tijd nam hij aan dat meteorieten overblijfselen waren van de creatie van het zonnestelsel, en dat men door de leeftijd van deze meteorieten te bepalen ook de leeftijd van de aarde kon bepalen. Het verzamelen van de juiste materialen kostte tijd, en in 1953 had Patterson zijn monsters gevonden. Hij nam ze mee naar het Argonne National Laboratory, waar hij gebruik mocht maken van het nieuwste model massaspectrometer. Patterson was zo opgewonden over het resultaat, dat hij terugging naar zijn huis in Iowa waar hij zijn moeder hem uit voorzorg naar het ziekenhuis liet brengen omdat hij dacht dat hij een hartaanval zou krijgen.
Bij een ontmoeting in Winsconsin kort daarna, onthulde Patterson de resultaten van zijn studie. Pattersons berekening van de ouderdom van de aarde, 4,550 miljard jaar (plus of min 70 miljoen jaar) wordt nog altijd gehanteerd.

## Campagne tegen loodvergiftiging
Na het voltooien van zijn werk, stortte Patterson zich meteen weer op het probleem van zijn originele experiment, en de vervuiling die hij had gevonden. Hij ontdekte via ijskernmonsters uit Groenland dat de hoeveelheid lood in de atmosfeer sterk toenam. Patterson ontdekte dat het toenemende gebruik van tetra-ethyllood in brandstof, gecombineerd met andere processen waarbij lood gebruikt werd, verantwoordelijk was voor de vervuiling van zijn monsters. Deze toename van lood vormde een groot probleem voor de volksgezondheid. Daarom wijdde Patterson de rest van zijn leven aan het verwijderen van zo veel mogelijk lood uit het milieu. 
Dit begon in 1965 met de publicatie van Contaminated and Natural Lead Environments of Man, waarmee Patterson een nieuw publiek probeerde te attenderen op het probleem van loodvervuiling in het milieu, en het gevaar dat dit vormde voor de volksgezondheid. In zijn pogingen vocht hij tegen grote industrieën zoals de Ethyl Corporation en de loodindustrie in zijn geheel. In A Short History of Nearly Everything maakte auteur Bill Bryson bekend dat de loodindustrie Patterson verhinderde aanwezig te zijn bij een National Research Council congres over atmosferische loodvervuiling in 1971.
Uiteindelijk leidden Pattersons pogingen tot de opstelling van de Clean Air Act of 1970, en daarna de verwijdering van lood uit alle brandstof in de Verenigde Staten.

## Trivia
Een planetoïde (2511) en een top in het Antarctische Koningin-Maude-Gebergte werden naar Patterson vernoemd.

## Verder lezen
- Patterson, C., Tilton, G. en Inghram, M. (1955) "Age of the Earth" Science 212, 69-75
- Patterson, C. (1956) "Age of meteorites and the Earth" Geochimica et Cosmochimica Acta 10, 230-237
- Patterson, C. (1965) "Contaminated and natural environments of man" Arch. Environ. Health 11, 344-360